# Tatra KT8D5N
Tatra KT8D5N – unowocześniona wersja tramwaju Tatra KT8D5 ze środkowym członem niskopodłogowym. Wagony KT8D5N wytwarzano w latach 1998–1999 w zakładach ČKD Dopravní systémy w Pradze. Ogółem powstało siedem egzemplarzy, wszystkie dostarczono do Brna.

## Historia
Początki częściowo niskopodłogowych tramwajów KT8D5N sięgają drugiej połowy lat 90. XX wieku, kiedy linia tramwajowa na osiedlu Líšeň w Brnie została przedłużona do przystanku Jírova. Nowa końcówka nie została wyposażona w klasyczną pętlę, a jedynie w tory manewrowe, ponieważ planowano kolejne przedłużenie torów. W związku z tym na linię nr 8, która kursuje do Lišna od 1995 r., mogły być ekspediowane tylko dwukierunkowe tramwaje KT8D5 dużej pojemności. Chociaż 28 brneńskich Tatr KT8D5 było w stanie zapewnić pełną obsługę linii nr 8, pojawiły się problemy z brakiem wagonów rezerwowych w zajezdni. Tradycyjny czeski dostawca tramwajów zaoferował więc Dopravnemu podnikowi města Brna wagony KT8D5 w zmodernizowanej wersji. DPMB pierwotnie zakładało zwiększenie liczby tramwajów KT8D5 i KT8D5N do 40 sztuk, ale z powodu problemów producenta skończyło się na 35 wagonach.
Linia na Líšnie została przedłużona w 2004 roku o jeden przystanek do przystanku końcowego Mifkova, ale także on nie jest zakończony pętlą.

## Konstrukcja
Tatra KT8D5N wywodzi się konstrukcyjnie z tramwaju KT8D5. Jest to dwukierunkowy tramwaj silnikowy, który jest zamontowany na czterech dwuosiowych wózkach (każda z osi jest napędowa). Nadwozie tramwaju składa się z trzech członów połączonych przegubami, które znajdują się nad wózkami środkowymi. Najbardziej zauważalną zmianą w stosunku do typu KT8D5 jest nowy środkowy człon, który jest niskopodłogowy (przestrzeń niskopodłogowa zajmuje około 10% długości tramwaju). Każdy wagon ma dwuskrzydłowe drzwi odskokowe po obu stronach nadwozia, przy czym skrajne drzwi w członach skrajnych są węższe. Podłoga tramwaju znajduje się na poziomie 925 mm nad główką szyny (wzrasta nieznacznie do 995 mm w obszarze przegubów), z trzema stopniami zapewniającymi połączenie z częścią niskopodłogową (375 mm powyżej główki szyny). Tapicerowane siedzenia rozmieszczono w układzie 2+1. Obie kabiny motorniczego posiadają klimatyzację. Tramwaje są wyposażone w elektroniczne panele informacyjne.
Wózki tramwaju mają podwójną amortyzację. Składane sprzęgi są umieszczone na obu czołach wagonu. Szeregowe silniki trakcyjne prądu stałego są połączone szeregowo (po dwa w każdym wózku) i sprzężone z przekładnią za pomocą wału Cardana. Tramwaj KT8D5N jest wyposażony w aparaturę elektryczną typu TV14D z tranzystorami IGBT, przetwornice impulsowe są chłodzone powietrzem. Na dachu wagonu znajdują się dwa pantografy połówkowe.

## Dostawy
| Państwo        | Miasto         | Typ            | Lata dostaw    | Liczba | Numery taborowe |       |
| -------------- | -------------- | -------------- | -------------- | ------ | --------------- | ----- |
| Czechy         | Brno           | KT8D5          | 1998–1999      | 7      | 1729–1735       | [ 4 ] |
| Łączna liczba: | Łączna liczba: | Łączna liczba: | Łączna liczba: | 7      |                 |       |

## Eksploatacja
Wszystkie siedem wyprodukowanych tramwajów KT8D5N zostało dostarczonych do Brna. Pierwsze dwa wagony pojawiły się w Brnie pod koniec grudnia 1998 roku, trzy kolejne w styczniu i lutym 1999 roku, a ostatnie dwa w grudniu 1999 roku. Po różnych testach i usunięciu niektórych usterek, pierwszy wagon KT8D5N został wprowadzony do regularnego ruchu z pasażerami 20 maja 1999 roku.
Tramwaje KT8D5N kursują na niektórych z tych samych tras, co starsze wagony KT8D5. Jesienią 2022 r. były eksploatowane głównie na linii nr 10, gdzie wykorzystywano ich dużą pojemność, oraz sporadycznie na linii nr 8. Na linii nr 8, dla której zostały zakupione, były wykorzystywane tylko sporadycznie ze względu na problemy z zamykaniem przednich drzwi na przystanku Krásný. Zaczęły być częściej wysyłane na tę linię po przebudowie linii przeprowadzonej latem 2018 r. Wagony KT8D5N są również używane podczas różnych sytuacji awaryjnych lub remontów.